# Holotelson decoratus
Holotelson decoratus är en kräftdjursart som beskrevs av Nunomura och Ikehara 1985. Holotelson decoratus ingår i släktet Holotelson och familjen klotkräftor. Inga underarter finns listade i Catalogue of Life.